# Ruby Soho
"Ruby Soho" är en låt av punkbandet Rancid från deras album ...And Out Come the Wolves från 1995. Det var albumets tredje och sista singel och placerade sig som bäst som nummer 13 på U.S. Modern Rock chart.